# Colaspoides mindorensis
Colaspoides mindorensis es un coleóptero de la familia Chrysomelidae.
Fue descrita científicamente en 2006 por Medvedev.